# Massacro di Katowice

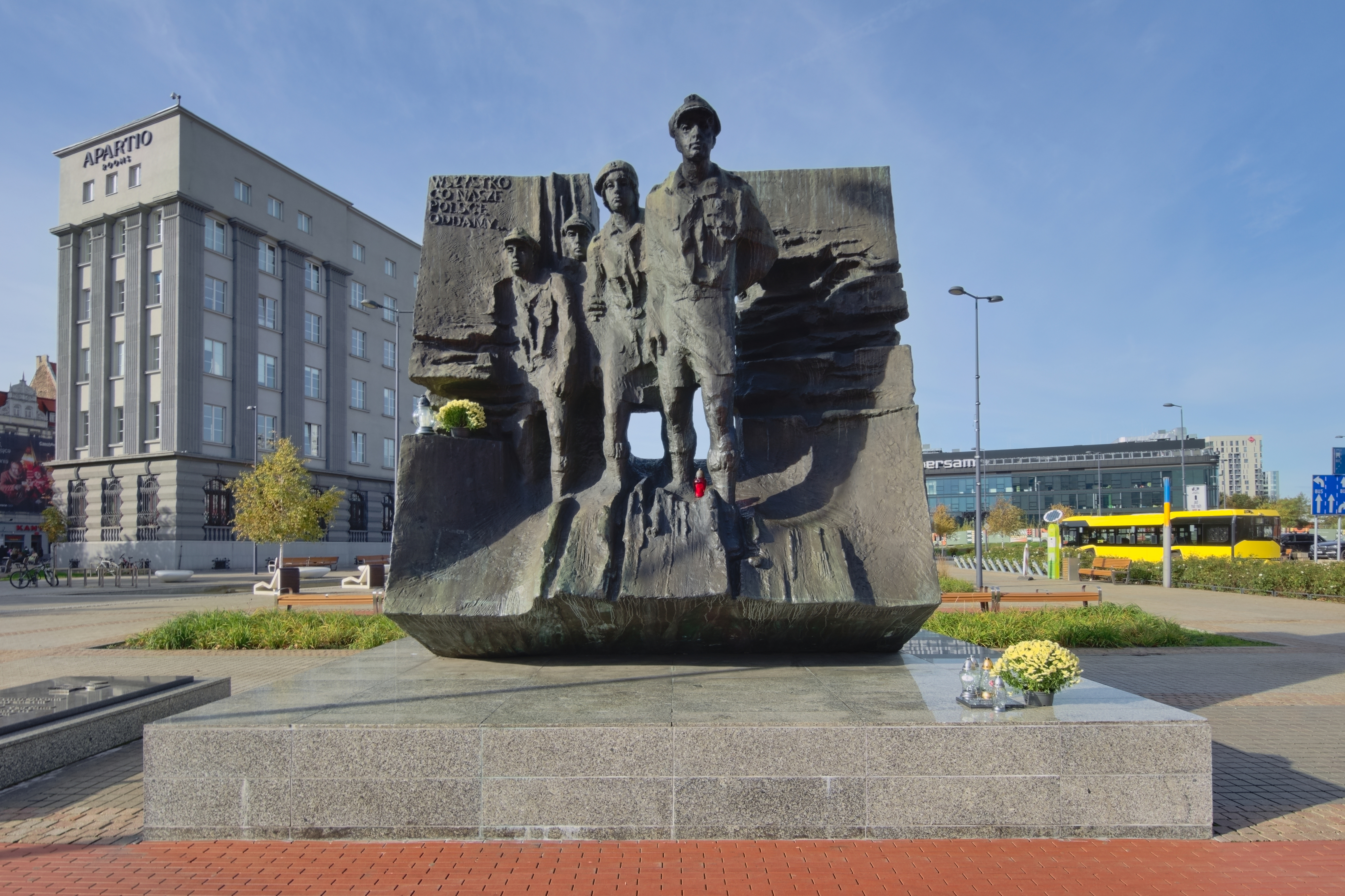
Memoriale per i scout, assassinati nel 1939 dagli invasori tedeschi a Katowice

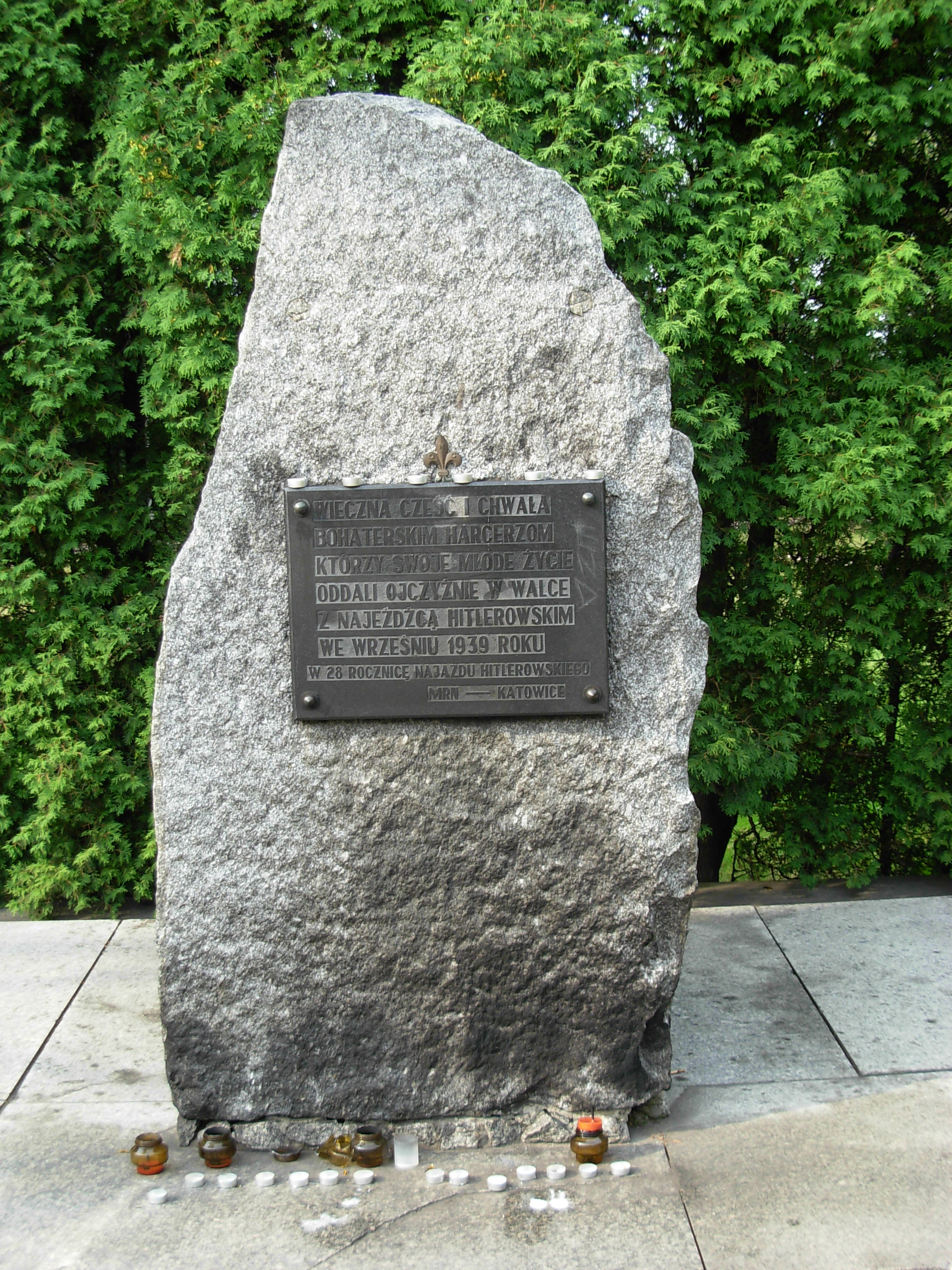
Memoriale per i polacchi che morirono difendendo Katowice nel settembre 1939, un numero imprecisato furono vittime delle esecuzioni del 4 settembre 1939.

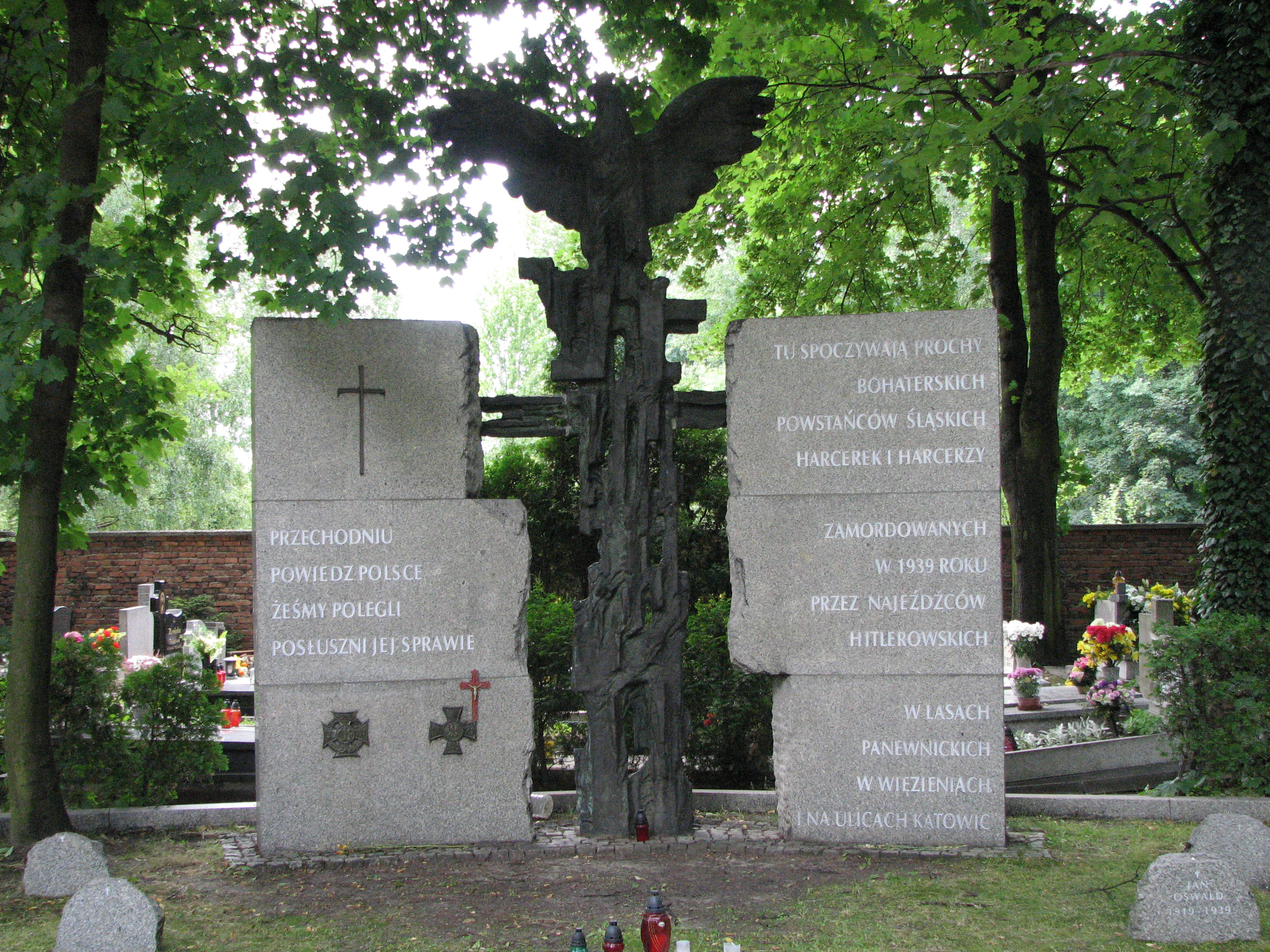
Monumento ai difensori di Katowice, l'iscrizione riporta "Insorti della Slesia, assassinati nel 1939 dagli invasori hitleriani, nelle foreste, strade e prigioni di Katowice".

Il massacro di Katowice avvenne il 4 settembre 1939, fu uno dei maggiori crimini di guerra della Wehrmacht durante l'invasione della Polonia. I soldati tedeschi, aiutati dalla milizia Freikorps, giustiziarono circa 80 difensori polacchi della città, volontari della milizia di difesa, con inclusi gli ex insorti slesiani, gli scout polacchi e forse un certo numero di soldati polacchi delle forze regolari in ritirata unitisi alla milizia.

## La difesa di Katowice
La città di Katowice, vicino al confine polacco-tedesco, non fu difesa dall'esercito polacco durante la battaglia del confine, l'esercito regolare e alcune formazioni di supporto abbandonarono gli scontri entro il 2 settembre. Le forze tedesche occuparono la città il 4 settembre, scontrandosi solo con alcune unità irregolari della milizia polacca di difesa che si rifiutarono di evacuare o che non furono a conoscenza degli ordini dell'esercito polacco.
I tedeschi riferirono di essere stati colpiti da colpi di arma da fuoco in una serie di incidenti, subendo circa 15 vittime totali nel processo di messa in sicurezza della città. Gli incidenti più importanti riguardarono la difesa degli insorti della Slesia così come di un gruppo di scout polacchi che spararono ai tedeschi dalla torre dei paracadutisti di Katowice, la difesa della torre divenne anche l'episodio meglio ricordato della difesa di Katowice.

## Il massacro
Un certo numero di polacchi furono arrestati in seguito alla cattura tedesca della città: mentre alcuni furono rilasciati, altri furono condotti al consolato tedesco e giustiziati poco dopo dal plotone di esecuzione. Tra i giustiziati ci furono circa 30 difensori sopravvissuti alla rivolta slesiana. Alcune stime suggeriscono che il numero di vittime a Katowice potesse raggiungere le 750 persone. L'Istituto IPN indagò su questo incidente, risultò che circa 150 polacchi furono uccisi a Katowice nei combattimenti del giorno stesso e nelle successive esecuzioni, e che fosse impossibile determinare con precisione il numero totale di vittime, né separarle esattamente in conseguenza dei combattimenti o di delle esecuzioni successive. Il numero di persone giustiziate dal plotone di esecuzione è stimato in circa 80 vittime.
Le vittime dell'esecuzione furono non solo gli arrestati per aver combattuto attivamente contro i soldati tedeschi e poi arresi, ma anche gli individui che indossarono semplicemente le uniformi da ricognizione o da milizia, le persone in possesso di armi da fuoco o munizioni, o i civili scelti dai simpatizzanti tedeschi come persone di interesse speciale. Solo le persone che ebbero i documenti che li identificavano come soldati dell'esercito polacco furono risparmiate e trattate secondo le convenzioni sui prigionieri di guerra. Tra le vittime ci furono almeno una donna e quattordici scout di circa 14 anni, l'ex ribelle, poi consigliere del consiglio comunale di Katowice e capo della milizia, Nikodem Renc. Un numero difficile da stimare di persone, almeno una dozzina, fu giustiziato a Katowice nei giorni seguenti in vari incidenti.
Lo storico polacco Tomasz Sudoł osservò che le esecuzioni furono eseguite dai soldati dell'8ª divisione Panzer, sebbene i risultati dell'Istituto IPN suggeriscano che la maggior parte delle esecuzioni furono eseguite o almeno aiutate dai membri della milizia volontaria irregolare tedesca Freikorps (Freikorps Ebbinghaus) e osservò che le unità tedesche regolari in quella città appartennero non solo all'8ª divisione Panzer, ma anche alla 239ª divisione di fanteria e alla 28ª divisione Jäger. Le unità Einsatzgruppen, arrivate entro pochi giorni, furono attive anche a Katowice e in Slesia, uno dei loro ordini permanenti fu quello di giustiziare sommariamente tutti gli ex ribelli polacchi identificati. L'Istituto IPN concluse che, sebbene non sia più possibile identificare la maggior parte delle vittime e degli autori, la principale responsabilità del massacro fu degli alti funzionari tedeschi come Heinrich Himmler e Udo von Woyrsch.
I maggiori massacri di prigionieri di guerra polacchi da parte dei tedeschi (oltre a Katowice) si verificarono a Ciepielów (stimato in 250 o più vittime), Majdan Wielki (circa 42 vittime), Serock (circa 80 vittime), Sochaczew (circa 50 vittime), Szczucin (circa 40 vittime), Zakroczym (circa 60 vittime) e Zambrów (circa 200 vittime).

## Ricordo
Nel 1961 fu inaugurato il monumento in memoria dei difensori di Katowice. Il 4 settembre 1983 a Katowice fu inaugurato un monumento che commemora gli scout polacchi caduti durante la difesa della città. Ci sono anche diverse targhe commemorative e tombe, comprese le fosse comuni, dedicate alle vittime della difesa di Katowice, comprese quelle uccise nelle esecuzioni. Durante gli anniversari, alcuni di questi monumenti vengono visitati da funzionari governativi e attivisti.